# Visor óptico
El visor óptico o directo de la cámara fotográfica está formado, en general, por dos lentes, una convergente (ocular) y otra divergente, o por un pentaprisma o pentaespejo y una lente convergente (ocular), que permiten al fotógrafo ver la imagen y disparar simultáneamente (a diferencia de las grandes cámaras antiguas, no se ha de retirar una placa de cristal esmerilado o una pantalla blanca, sobre la que se observaba la imagen formada por el objetivo y colocar la película tratada con las emulsiones fotosensibles en su misma posición. En las SLR, la pantalla mate o de enfoque hace este papel, pero no se sustituye por la película sino que se desvía la luz a la película, que está a igual distancia óptica del objetivo que la pantalla de enfoque, a través del espejo móvil). Como el ocular de todo instrumento óptico, la imagen final dada se forma en el infinito, de forma que su visualización se realiza con los músculos ciliares relajados, lo que evita la fatiga ocular. En las SLR, basta con que la pantalla mate esté en el plano focal del ocular (o en su conjugada a través del pentaprisma).
En el visor óptico de las cámaras no-reflex, que proporcionan una imagen nítida a partir de los 2 metros, la imagen que ofrece el visor no es idéntica a la que luego el objetivo plasmara en el negativo, pues uno y otro elemento de la cámara están separados, lo que da paralaje.
La imagen visualizada en las cámaras no-reflex, como en los visores marco, no está invertida (como ocurría en las grandes cámaras de placa) y tiene la ventaja, con respecto al visor marco, de que las lentes permiten mirar con mayor nitidez y detalle el campo visual a fotografiar, además de formar imagen en el infinito, o muy lejana. 
Algunos visores ópticos llevaban en su interior una líneas guías que delimitaban el encuadre, dejando un mínimo margen de seguridad.  
El gran inconveniente de los visores ópticos es que presentan algún error de paralaje, más notable para objetos cercanos, pues el visor y el objetivo no están en el mismo eje. Otro inconveniente es que como la imagen que ofrece el visor no es la del objetivo, si se aplican filtros, no podrá previsualizarse el efecto, habrá que esperar a revelar la fotografía.
No obstante, a pesar de todo, el visor directo cuenta con una ventaja y es que se puede usar aún con poca luz (las reflexiones de las SLR absorben cierta cantidad de luz) y, además, no se queda sin imagen durante el disparo (exposición), como ocurre con los visores réflex.